# 漏電流
漏電流或是漏電，是指电流異常的流動，在一般認為無電流的電路上進行能量轉移，像是电容器的自發性放電、變壓器和其他電子零件之間的磁耦合、關閉晶体管以及反向導通二極體上面的電流。

## 電容器的漏電流
有電荷，連接其他電路的電容器，其能量會漸漸減少，原因主要是因為連接電容器的其他電子元件（例如電晶體或是二極體）在關閉時仍然會有微量電流通過。其電流可能已比正常運作時的電流少幾個數量級，但仍然會讓電容器緩慢放電。另一種電容器漏電流的原因，是因為電容器裡介電質的非理想特性，也稱為介電質漏電。其介電質材料不是完美的絕緣體，電導率不為零，因此仍有少量的漏電流，讓電容器緩慢放電

## 電路上的漏電流
漏電可以指電流離開了原先規劃的電路，在其他路徑上流動。這種漏電可能造成損壞、失火、RF雜訊，也可能造成人員電擊死亡。這類的漏電可以觀察電路，看電路上的電流是否接近電路其他部份的電流，若電路上沒有分流路徑，但某處電流明顯的小於電路其他位置的電流，就可能有漏電的情形。高壓系統的漏電可能會讓接觸到的人觸電死亡。
漏電流也可以指電路之間的電能轉移。例如電力变压器的磁力線不會完全束縛在鐵芯內，可能會和週邊的電路耦合，因此週邊電路會接收到变压器頻率的對應能量，有可能在音訊的應用中出現嗡嗡聲。
漏電流也可以指一些電路的理想電流應該為零，但是有電流流過的情形，例如在待機、關閉或休眠狀態的電器電源。這些元件的靜態電流為1至2μA，比正常運作時的數百到數千mA要小很多。行動裝置的製造商會很重視這類的電流，因為此電流會影響設備電池的可供電時間。
有些市電電源供電的設備（像變頻器及交流-直流轉換器），有些會加裝電源的濾波器，漏電流會經由連接電源線和中性線的Y電容流到地或是接地導體。此電流是因為電容器在市電頻率下的阻抗所造成。一般來說可以接受少量的漏電流，但漏電流若超過30 mA，可能會對設備的使用者造成危害。若像病患可能接觸的醫療設備，其允許漏電流更低，一般需小於10 mA。

## 半导体的漏電流
半导体器件裡的漏電流是電晶體處於非工作狀態下產生的電流（IOFF），屬於量子現象，電荷載子（電子或電洞）穿隧通過絕緣區域。漏電流會隨著絕緣區域厚度的減少而指數成長。穿隧漏電流也會出現在重摻雜P類半導體和N類半導體之間的Pn结上。電荷載子除了從栅氧化层或结上穿隧外，也可能會透過金屬氧化物半導體場效電晶體的源極和汲極之間泄漏，這稱為亚阈值电流。泄漏的主要來源是在晶体管內，但電子也可能在互連（interconnect）中泄漏。漏電流會增加消耗的功率，若電流過大甚至會使電路失效。
漏電流是影響電腦處理器效能的主要原因之一，減少漏電流的方式包括有應變矽、高介電常數介電層或是半導體中較重的摻雜劑。為了使摩尔定律繼續有效，需要持續降低漏電流，不但需要新的材料，也需要好的系統設計，
有些半導體製造的缺陷，會使得漏電流增加。可以用量測漏電流或是Iddq測試方式，判斷晶片是否有瑕疪。
漏電流增加是半導體元件受到較大應力時的失效模式，若其閘體氧化物或是接面受到永久性損害，但還沒有大到造成災難性故障，就會有此情形。閘極氧化物的過應力可能會造成應力誘發的漏電流。
異質結構場效電晶體（HFET）的漏電流多半是來自其阻障層中殘留的高密度trap。到目前為止，GaN HFET的閘極漏電流都還是比比其他材質（如GaAs）的HFET要高
漏電流常用mA為單位量測。若是反向偏壓的二極體，其漏電流對溫度的靈敏度很高。若是寬溫度範圍的應用，需要確認半導體特性，並且確認漏電流在應用上的影響。